# Заньківська сотня
Заньківська сотня — адміністративна територіальна одиниця Ніжинського полку Гетьманської України, існувала з 1758 по 1782 pp.
Створена гетьманом К. Розумовським у 1758 р. із населених пунктів Веркіївської та Ніжинських сотень. Зокрема сіл: Британівка, Бруківка, Володькова Дівиця, Дорогинка, Заньки, Кагарлик, Крути, 1 Кунашівка, Переяславці, Хвостики.
У 1782 р. сотню ліквідували, а територію включили до Чернігівського намісництва.
Сотенний центр: село Заньки, нині — Ніжинського району Чернігівської області.